# امیل اوبرل
امیل اوبرل (انگلیسی: Emil Oberle; ۱۵ نوامبر ۱۸۸۹ – ۲۵ دسامبر ۱۹۵۵) بازیکن فوتبال اهل آلمان بود.
از باشگاه‌هایی که در آن بازی کرده‌است می‌توان به باشگاه فوتبال کارلسروهه و باشگاه فوتبال گالاتاسرای اشاره کرد.
وی همچنین در تیم‌های ملی فوتبال آلمان و زیر ۲۳ سال آلمان بازی کرده‌است.